# Rongsharia singularis
Rongsharia singularis is een hooiwagen uit de familie Sclerosomatidae.